# Liste der Monuments historiques in Gambais
Die Liste der Monuments historiques in Gambais führt die Monuments historiques in der französischen Gemeinde Gambais auf.

## Liste der Bauwerke
| Bezeichnung         | Beschreibung | Standort | Kennzeichnung | Schutzstatus   | Datum     | Bild           |
| ------------------- | ------------ | -------- | ------------- | -------------- | --------- | -------------- |
| Domäne von Neuville |              | (Lage)   | PA00087438    | Classé Inscrit | 1972 1995 | weitere Bilder |
| Kirche St-Aignan    |              | (Lage)   | PA00087439    | Inscrit        | 1946      |                |

## Liste der Objekte
- Monuments historiques (Objekte) in Gambais in der Base Palissy des französischen Kultusministeriums